# Distretto di Mae Sot
Il distretto di Mae Sot (in thailandese: แม่สอด) è un distretto (amphoe) della Thailandia, situato nella provincia di Tak.

## Suddivisione amministrativa del distretto

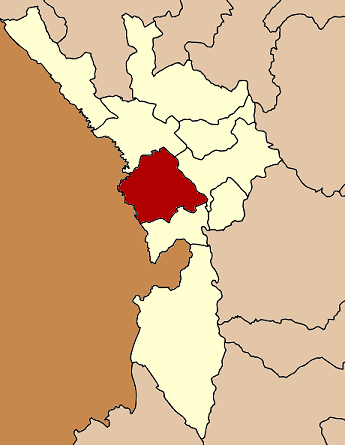
Localizzazione del distretto di Mae Sot nella provincia di Tak

È uno dei 9 distretti che formano la Provincia di Tak ed è suddiviso in 10 sottodistretti (tambon), a loro volta comprendenti un totale di 86 villaggi (muban):
| N. | Nome     | Thai   |  |  |     |                     |             |  |
| 1. | Mae Sot  | แม่สอด  |  |  | 6.  | Tha Sai Luat        | ท่าสายลวด    |  |
| 2. | Mae Ku   | แม่กุ    |  |  | 7.  | Mae Pa              | แม่ปะ        |  |
| 3. | Phawo    | พะวอ   |  |  | 8.  | Mahawan             | มหาวัน       |  |
| 4. | Mae Tao  | แม่ตาว  |  |  | 9.  | Dan Mae La Mao      | ด่านแม่ละเมา  |  |
| 5. | Mae Kasa | แม่กาษา |  |  | 10. | Phra That Pha Daeng | พระธาตุผาแดง |  |